# Kay-Anlog
Kay-Anlog is een barangay in Calamba, in de Filipijnse provincie Laguna. 
De barangay is opgedeeld in vier puroks (zones)
- Purok uno, kanluran
- Purok dos. gitna
- Purok tres, silangan
- Purok kwatro, pasong diablo

De naam van de barangay komt van een man genaamd Anlog, Kay Anlog betekent in Tagalog eigendom van Anlog. 